# Jakub Čutta
Jakub Čutta (* 29. prosince 1981 v Jablonci nad Nisou) je bývalý český hokejový obránce.

## Hráčská kariéra
S profesionálním hokejem začínal ve městě Liberec, kde hrával do sezóny 1997/98 v juniorské lize. Poté odešel do zámoří, kde odehrál 3 sezóny (1998/01) v lize WHL za tým Swift Current Broncos. V roce 2000 byl draftován ve 2. kole, celkově 61. týmem Washington Capitals. 16. září 2000 podepsal tříletou smlouvu s týmem Washington Capitals. V Capitals odehrál za 3 sezony pouhých 8 zápasů. Většinu sezón odehrál na farmě Caps, kde odehrál v lize AHL za tým Portland Pirates 4 sezóny (2001/05) a na nové farmě Caps v týmu Hershey Bears, ve kterém pomohl vybojovat Calderův pohár. 22. červenec 2006 podepsal smlouvu s týmem Bílí Tygři Liberec na jeden rok. V Liberci odehrál jednu sezónu, ve které se týmu podařilo postoupit do playoff, ale v semifinále podlehli týmu HC Sparta Praha.
Po skončení smlouvy podepsal novou smlouvu s ruským klubem CHK Neftěchimik Nižněkamsk na jeden rok
. V týmu odehrál 12 zápasů, ve kterých si připsal jenom trestné minuty (33 trestných minut). Poté byl přemístěn do týmu Traktor Čeljabinsk, kde dohrál sezónu. Po skončení sezóny ukončil působení v ruské lize a poté se chtěl protlačit zpátky do NHL do týmu Washington Capitals, kde v minulosti působil. Ve Washington Capitals odehrál celé léto v přípravném kempu, ale do užšího kádru se nedostal. Po nevydařeném kempu se vrátil zpět do Čech, kde podepsal s týmem HC Energie Karlovy Vary tříletou smlouvu. Po skončení smlouvy mu Energie nabídla novou smlouvu, ale za nižší plat, Čutta nebyl spokojen s novou smlouvu a dohodl se na přestupu do týmu BK Mladá Boleslav.

## Ocenění a úspěchy
- 2000 CHL - Top Prospects Game

## Prvenství

### NHL
- Debut - 6. října 2000 (Washington Capitals proti Los Angeles Kings)

### ČHL
- Debut - 10. září 2006 (Bílí Tygři Liberec proti HC Oceláři Třinec)
- První asistence - 9. prosince 2006 (HC Znojemští Orli proti Bílí Tygři Liberec)
- První gól - 11. listopadu 2008 (HC Energie Karlovy Vary proti Bílí Tygři Liberec, českému brankáři Lukáši Mensatorovi)

## Klubová statistika
| Sezóna       | Klub                         | Soutěž       |        | Základní část | Základní část | Základní část | Základní část | Základní část |        | Play off | Play off | Play off | Play off | Play off |
| Sezóna       | Klub                         | Soutěž       | Z      | G             | A             | B             | TM            | Z             | G      | A        | B        | TM       |          |          |
| 1997/1998    | Stadion Liberec              | ČHL-20       | 29     | 3             | 13            | 16            | 70            | –             | –      | –        | –        | –        |          |          |
| 1998/1999    | Swift Current Broncos        | WHL          | 59     | 3             | 3             | 6             | 63            | –             | –      | –        | –        | –        |          |          |
| 1999/2000    | Swift Current Broncos        | WHL          | 71     | 2             | 12            | 14            | 114           | 12            | 0      | 2        | 2        | 24       |          |          |
| 2000/2001    | Washington Capitals          | NHL          | 3      | 0             | 0             | 0             | 0             | –             | –      | –        | –        | –        |          |          |
| 2000/2001    | Swift Current Broncos        | WHL          | 47     | 5             | 8             | 13            | 102           | 16            | 1      | 3        | 4        | 32       |          |          |
| 2001/2002    | Washington Capitals          | NHL          | 2      | 0             | 0             | 0             | 0             | –             | –      | –        | –        | –        |          |          |
| 2001/2002    | Portland Pirates             | AHL          | 56     | 1             | 3             | 4             | 69            | –             | –      | –        | –        | –        |          |          |
| 2002/2003    | Portland Pirates             | AHL          | 66     | 3             | 12            | 15            | 106           | 3             | 0      | 0        | 0        | 2        |          |          |
| 2003/2004    | Washington Capitals          | NHL          | 3      | 0             | 0             | 0             | 0             | –             | –      | –        | –        | –        |          |          |
| 2003/2004    | Portland Pirates             | AHL          | 59     | 1             | 5             | 6             | 58            | 7             | 2      | 0        | 2        | 7        |          |          |
| 2004/2005    | Portland Pirates             | AHL          | 63     | 0             | 5             | 5             | 100           | –             | –      | –        | –        | –        |          |          |
| 2005/2006    | Hershey Bears                | AHL          | 51     | 1             | 2             | 3             | 84            | 21            | 2      | 3        | 5        | 38       |          |          |
| 2006/2007    | Bílí Tygři Liberec           | ČHL          | 37     | 0             | 2             | 2             | 99            | 6             | 0      | 1        | 1        | 16       |          |          |
| 2007/2008    | CHK Neftěchimik Nižněkamsk   | RSL          | 12     | 0             | 0             | 0             | 33            | –             | –      | –        | –        | –        |          |          |
| 2007/2008    | Traktor Čeljabinsk           | RSL          | 17     | 0             | 4             | 4             | 46            | –             | –      | –        | –        | –        |          |          |
| 2008/2009    | HC Energie Karlovy Vary      | ČHL          | 34     | 2             | 3             | 5             | 62            | 16            | 0      | 0        | 0        | 20       |          |          |
| 2009/2010    | HC Energie Karlovy Vary      | ČHL          | 41     | 7             | 4             | 11            | 76            | —             | —      | —        | —        | —        |          |          |
| 2010/2011    | HC Energie Karlovy Vary      | ČHL          | 49     | 3             | 8             | 11            | 88            | 5             | 0      | 0        | 0        | 22       |          |          |
| 2011/2012    | BK Mladá Boleslav            | ČHL          | 33     | 2             | 5             | 7             | 87            | —             | —      | —        | —        | —        |          |          |
| 2012/2013    | Bílí Tygři Liberec           | ČHL          | 39     | 2             | 7             | 9             | 95            | —             | —      | —        | —        | —        |          |          |
| 2013/2014    | Bílí Tygři Liberec           | ČHL          | 29     | 3             | 4             | 7             | 42            | —             | —      | —        | —        | —        |          |          |
| 2013/2014    | SaiPa                        | SM-l         | 10     | 0             | 1             | 1             | 12            | 6             | 0      | 1        | 1        | 4        |          |          |
| 2014/2015    | HC ČSOB Pojišťovna Pardubice | ČHL          | 20     | 2             | 1             | 3             | 24            | 7             | 0      | 0        | 0        | 18       |          |          |
| 2015/2016    | VIK Västerås HK              | HAll.        | 31     | 0             | 3             | 3             | 59            | —             | —      | —        | —        | —        |          |          |
| 2016/2017    | Nehrál                       | Nehrál       | Nehrál | Nehrál        | Nehrál        | Nehrál        | Nehrál        | Nehrál        | Nehrál | Nehrál   | Nehrál   | Nehrál   | Nehrál   | Nehrál   |
| 2017/2018    | HC Verva Litvínov            | ČHL          | 9      | 0             | 1             | 1             | 20            | —             | —      | —        | —        | —        |          |          |
| Celkem v NHL | Celkem v NHL                 | Celkem v NHL | 8      | 0             | 0             | 0             | 0             | —             | —      | —        | —        | —        |          |          |

## Turnaje v Česku
| Rok    | Tým                     | Liga         | Z | G | A | B | TM |
| ------ | ----------------------- | ------------ | - | - | - | - | -- |
| 2009   | HC Energie Karlovy Vary | Tipsport Cup | 4 | 0 | 0 | 0 | 2  |
| 2010   | HC Energie Karlovy Vary | Tipsport Cup | 2 | 0 | 1 | 1 | 14 |
| Celkem | Celkem                  | Celkem       | 6 | 0 | 1 | 1 | 16 |

## Reprezentace
| Rok          | Tým          | Soutěž       | Z  | G | A | B | TM |
| ------------ | ------------ | ------------ | -- | - | - | - | -- |
| 2001         | Česko        | MSJ          | 7  | 0 | 1 | 1 | 24 |
| 2007         | Česko        | EHT          | 6  | 0 | 0 | 0 | 2  |
| 2010         | Česko        | EHT          | 6  | 0 | 0 | 0 | 2  |
| Celkem v EHT | Celkem v EHT | Celkem v EHT | 12 | 0 | 0 | 0 | 4  |